# Alipio Ponce Vásquez
Alipio Ponce Vásquez  (Anexo de San Lorenzo, Distrito de Jauja, 15 de agosto de 1906 - Porotillo, cerca del río Jubones, Ecuador, 11 de septiembre de 1941) fue un policía peruano, capitán de la Guardia Civil del Perú, que murió en el Conflicto Perú-Ecuador de 1941.

## Biografía
Sus padres fueron Emilio Ponce y Tomasa Vásquez, una pareja de agricultores del valle del Mantaro. Su abuelo paterno, Andrés Avelino Ponce Palacios, combatió a órdenes de Andrés Avelino Cáceres en la Campaña de la Breña dirigiendo el Batallón Cazadores de Apata N.º 8.
Cursó la instrucción primaria en Apata en el Colegio 508 hoy Manuel Heraclio García para proseguir la secundaria en el Colegio Santa Isabel en la ciudad de Huancayo.

### Labor policial
A los 18 años viajó a Lima e ingresó en 1924 como Guardia-Alumno, a la Sección de Tropa y de Aspirantes a Clases de los Cuerpos de Guardia Civil y Seguridad de la "Escuela de la Guardia Civil y Policía”, regresando con el grado policial de Guardia del Cuerpo de Seguridad de la República, el 15 de marzo de 1925. Asciende a Cabo CS el 21 de julio de 1927, a Sargento 2.º CS el 10 de marzo de 1930 y a Sargento 1.º CS el 10 de octubre de 1932.
En 1931 fue nombrado instructor en la Sección de Tropa y de Aspirantes a Clases de los Cuerpos de Guardia Civil y Seguridad de la "Escuela de la Guardia Civil y Policía". Después de su ascenso a Sargento Primero es destinado a la 1.ª. Comandancia de la Guardia Civil y luego a la Primera Compañía del Batallón de Seguridad del Norte, en donde presta servicios hasta comienzos de 1935.
El 3 de abril de 1935 ingresó como Suboficial-Alumno a la Sección Superior o de Oficiales, para los Cuerpos de Guardia Civil, Seguridad y Vigilancia de la "Escuela de la Guardia Civil y Policía", y el 7 de enero de 1937 egresa como Alférez del arma de caballería GC, pasando a prestar servicios en distintas Unidades hasta 1940.
Por promoción asciende al grado de Teniente GC el 1 de marzo de 1941.

### El conflicto armado con Ecuador
En 1941, ocurre el conflicto armado entre Ecuador y el Perú, al reclamar Ecuador las provincias peruanas de Tumbes, Jaén y Maynas como territorios ecuatorianos.
El gobierno peruano, al mando del Presidente Manuel Prado Ugarteche ordena la movilización de las Fuerzas Armadas y Policiales del Perú a la frontera norte.
Iniciado el conflicto el Teniente Alipio Ponce Vásquez fue destinado -luego de haber prestado servicios en la Provincia de Huanta, Departamento de Ayacucho- el 25 de marzo al Destacamento de la Guardia Civil establecido en la Frontera Norte, como oficial de la Primera Compañía que comandaba el entonces Capitán GC Conrado Ruiz Oliva.

#### Las acciones de Carcabón y Huabillos
En la mañana del 23 de julio, en la localidad de Quebrada Seca, el Teniente FAP José Abelardo Quiñones Gonzáles, luego de ametrallar los puestos militares enemigos, es derribado en su avión, enfilándolo sobre la artillería antiaérea ecuatoriana, convirtiéndose luego, en símbolo de la Fuerza Aérea del Perú.
Ese mismo día el puesto de
, ubicado en la margen izquierda del río Zarumilla y donde el Teniente Alipio Ponce tenía su Puesto de Comando, es atacado por fuerzas adversarias, las cuales fueron rechazadas.
Las acciones en Quebrada Seca, precisaban la captura del puesto ecuatoriano de Carcabón, que era considerado de valor estratégico por las tropas peruanas. Para tal efecto se organizó un destacamento al mando del Teniente GC Alipio Ponce Vásquez, cuyo puesto de comando se ubicaba en Matapalo.

El Comandante de la Primera Sección de la Guardia Civil, Teniente Alipio Ponce Vásquez, al mando de 30 hombres (entre Guardias Civiles y Soldados del Ejército), reducida pero valerosa fuerza, recibió la misión de atacar y tomar el Puesto ecuatoriano de Carcabón, en cooperación con tropas del Puesto del Lechugal (límite Este del Sector Norte).
Teniente Coronel EP Carlos A. Miñano Mendocilla, Primer Jefe del Batallón de Infantería «Zarumilla» Nº 5, a cargo del Comando del Sector Norte de las tropas peruanas

Las acciones se realizaban en terreno desconocido para los peruanos.

Eran ya las 18 horas del 25, el Teniente no había alcanzando su objetivo, y juzgando el Comando Militar que atacar una población en terreno boscoso y durante la noche era operación muy arriesgada, decidió hacer replegar al Teniente Ponce Vásquez con su tropa para reiniciar la operación al día siguiente; pero la tardanza en trasmitirle la orden, hizo que la recibiera cuando ya había tomado todas sus disposiciones para aproximarse y atacar el objetivo. Una disyuntiva: Abandonar todo o intentar cumplir la misión recibida... Optó por lo segundo, atacó y sorprendió al enemigo, y a las 22 horas, tras 20 minutos de reñida y sangrienta lucha, daba cuenta al Comando que había alcanzado su objetivo, que necesitaba refuerzos y una bandera para izarla en el mismo mástil donde horas antes estuvo flameando la bandera ecuatoriana.
Teniente Coronel EP Carlos A. Miñano Mendocilla, Primer Jefe del Batallón de Infantería «Zarumilla» Nº 5, a cargo del Comando del Sector Norte de las tropas peruanas

Por esta acción fue felicitado por el comando militar peruano y se le llamó el "Titán de Carcabón".
El enlace de la línea alcanzada por las fuerzas peruanas desde isla Matapalo hasta Cochas del Caucho precisaba la captura de Huabillos. Al día siguiente, 26 de julio, el Teniente GC Alipio Ponce Vásquez y su tropa, compuesta de Guardias Civiles reforzados con Zapadores y 4 morteros del Batallón de Infantería Nro. 5 del Ejército del Perú, reciben la orden de atacar y tomar el Puesto de Huabillos, a 5 kilómetros de Carcabón, consiguiendo su ocupación a las 17.35 horas del 26 de julio, habiendo abandonado el adversario una de sus banderas de guerra, que se convirtió en trofeo de guerra de los combatientes peruanos.
El 31 de julio de 1941 Perú y Ecuador acordaron un cese de fuego que establecía el fin de las hostilidades.
Ante la amenaza de incursiones armadas por parte del enemigo, se organizaron reconocimientos, uno de ellos al mando del Capitán de Caballería EP Alfredo Novoa Cava.
El Teniente GC Alipio Ponce Vásquez solicitó al segundo jefe del Regimiento de Caballería "Lanceros de Torata" N° 5 Mayor EP Tomás Gervasi Flores, que se le permitiera participar en la operación, lo que fue aceptado (ya el teniente GC Alipio Ponce Vásquez, con su Sección de Guardias había sido afectado al Regimiento de Caballería "Lanceros de Torata" N° 5 que comandaba el teniente coronel EP Hernán López Cárdenas, con su puesto de comando en Pasaje).

#### La emboscada de la Quebrada de Porotillo
Tuvo lugar el 11 de septiembre, a las 11 de la mañana, durante la ejecución de un reconocimiento a largo radio de acción (40 kilómetros). El grupo era de 3 oficiales (Capitán EP Alfredo Novoa Cava, Alférez EP Luis Reynafarge Hurtado y Teniente GC Alipio Ponce Vásquez) y 23 miembros del personal de tropa, entre quienes se contaban el Sargento 2.º GC Emiliano Tapia Díaz y el Guardia GC Luis Zumarán Carpió.
El objetivo de la misión era constatar la presencia de tropas ecuatorianas en la parte alta del río Jubones, entre Girón y Santa Isabel.
El grupo peruano fue emboscado en la región de la meseta de Porotillo, por tropas del ejército del Ecuador, en número correspondiente al efectivo de un batallón, a órdenes del Comandante Maldonado, Capitán Antonio Mogrovejo y otros oficiales, que dispararon sus armas, tomándolo de sorpresa y diezmándolo en pocos minutos; se salvaron únicamente los Sargentos Segundos: Jorge Octavio Novoa Gonzáles, del Regimiento de Caballería "Lanceros de Torata" N° 5, y Emiliano Tapia Díaz, de la Guardia Civil, quien luchó utilizando la pistola ametralladora Solothurn que tenía al caer el teniente Ponce Vásquez, hasta ser dominado y hecho prisionero. El teniente Ponce muere en la acción por las ráfagas de las ametralladoras.
Junto al teniente Ponce mueren el capitán Alfredo Novoa Cava, el teniente Luis Reynafarje Hurtado, el sargento primero Lorenzo Rockovich Minaya, el sargento segundo Salvador Briceño Rojas, los cabos Eleuterio Vélez Paraisaman, Sixto Marín Rabanal y Melquiades Quevedo Bardales, los soldados Rosario Morales Cubas, Victoriano Huaccha Regalado, Felipe Vásquez Mendoza, Benigno Sánchez Solórzano, Carlos Limo Vásquez, Andrés Rojas Mejía, Enrique Asián Arbildo, Guadalupe Licera Montenegro, Próspero Becerra Apéstegui, Andrés Colorado Camacho, Adán Abanto Medina, Juan Escalante Cachay, Octavio Uchillán Mendoza, Juan Vásquez Jiménez, Antonio Flores Samamé y el guardia Luis Edgardo Zumarán Carpio, siendo 24 los miembros del pelotón peruano que murieron como consecuencia del ataque.
En cuanto al prisionero sargento segundo Emiliano Tapia Díaz, fue conducido a Guayaquil y Quito donde permaneció recluido hasta el 2 de diciembre, fecha en que fue liberado junto con otros dos soldados peruanos que los ecuatorianos habían tomado en el ataque a Panupali, cerca de Piedras.
La emboscada de Porotillo, motivó la reanudación de las operaciones militares peruanas en el Norte realizando el Cuerpo Aeronáutico del Perú misiones de reconocimiento, bombardeo y ametrallamiento en las localidades de Tendales, Pagua y lugares aledaños de la provincia de El Oro, recibiendo respuesta de la artillería antiaérea enemiga, sin mayores consecuencias.
La muerte del teniente Alipio Ponce se produjo cuando ya se había decretado el cese de fuego y las tropas peruanas habían detenido su avance en territorio enemigo. Fue sepultado en el cementerio de Tumbes en febrero de 1942.

### Homenajes en el Perú

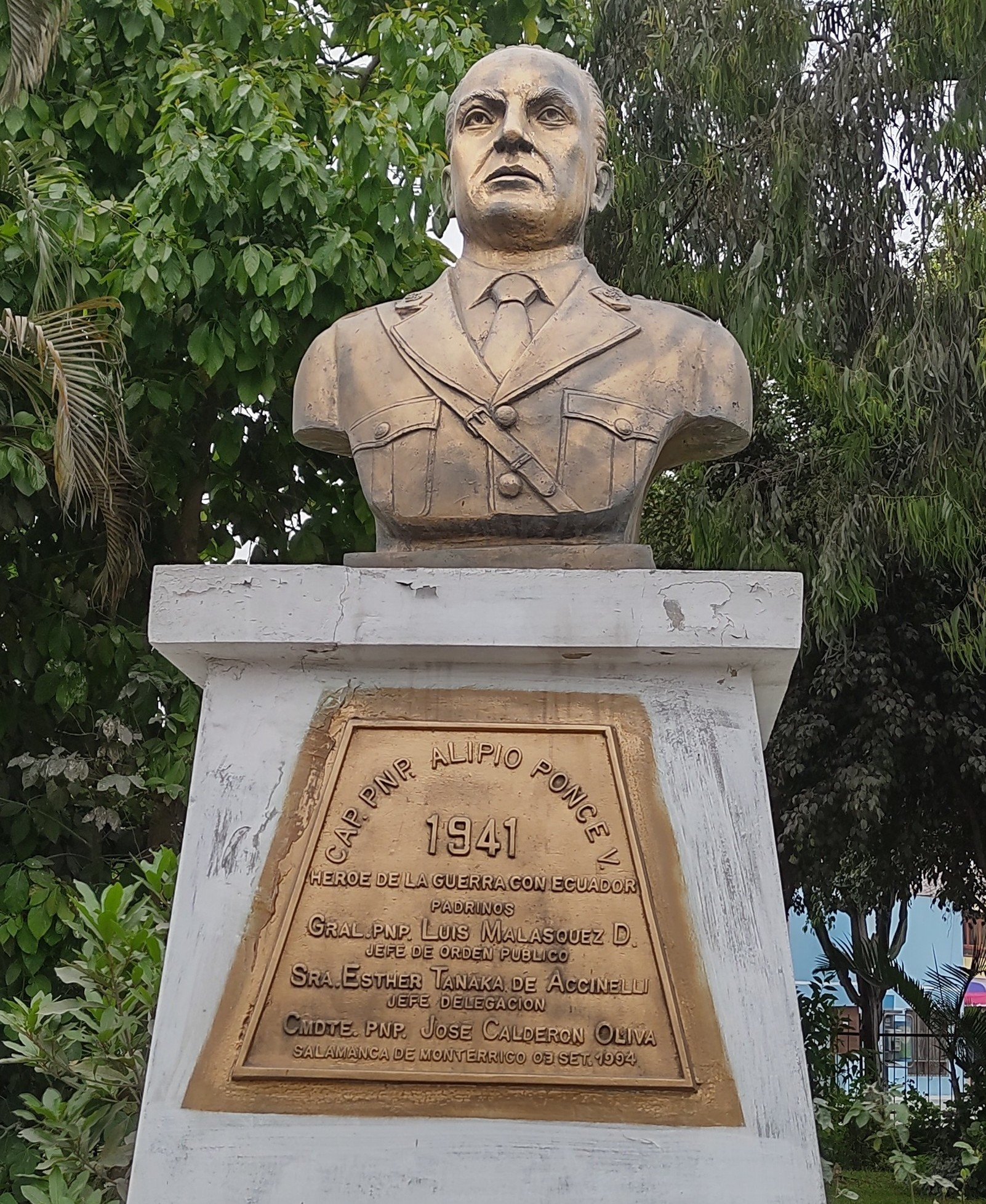
Busto de Alipio Ponce Vásquez en el Parque de la FAP en Ate, Lima.

Doce días después de su muerte mediante Decreto Supremo del 23 de septiembre de 1941, el gobierno peruano le concedió el ascenso póstumo al grado de capitán de la Guardia Civil.
La 21.ª. promoción de oficiales de la Guardia Civil 1946 egresada de la Escuela de la Guardia Civil y Policía ostenta su nombre.
El 10 de septiembre de 1966 se inaugura un busto que conmemora sus acciones en la plaza «Capitán GC Alipio Ponce Vásquez» ubicado en la sexta cuadra del jirón Apurímac en el Callao.
La sede de la 27.ª. comandancia de la Guardia Civil (hoy Región Policial) del Callao y un Centro Educativo de la Guardia Civil (hoy Policía Nacional del Perú) ostentan su nombre.
La XIV Promoción 1976 de la Gran Unidad Escolar de la Guardia Civil y Policía "Coronel Leoncio Prado" lleva su nombre.
Por el Decreto Supremo N.º 164 del 8 de febrero de 1977 y la Resolución Directoral Regional de Educación de Lima Metropolitana del 11 de febrero de 1977 el nombre del Centro Educativo de la Guardia Civil del Perú "Coronel Leoncio Prado" fue cambiado por el de C.E. G.C.P. "Capitán GC Alipio Ponce Vásquez". 
El 29 de agosto de 1977 en la sala «Campaña Militar de 1941» de la Benemérita Sociedad Fundadores de la Independencia, Vencedores del 2 de mayo de 1866 y Defensores Calificados de la Patria fue descubierto el retrato al óleo del Capitán GC Alipio Ponce Vásquez, obra del pintor peruano Adolfo Reátegui Carbone.
Durante el gobierno del general de división EP Francisco Morales Bermúdez Cerrutti, mediante el Decreto Supremo N° 28-78-IN del 29 de agosto de 1978 se declara héroe de la Guardia Civil (hoy Policía Nacional del Perú) al Capitán Alipio Ponce Vásquez.
Mediante la Resolución Suprema N° 2269-78-GC/SG del 4 de septiembre de 1978 se declara patrono de la Guardia Civil (hoy Policía Nacional del Perú) al Capitán Alipio Ponce Vásquez.
En el frontispicio del Centro Superior de Estudios de la Guardia Civil (hoy Instituto de Altos Estudios Policiales) se develó el 27 de diciembre de 1979 un busto, en bronce, del Capitán GC Alipio Ponce Vásquez.
En la Sala de Héroes Nacionales del Centro de Estudios Históricos Militares fue develado el 24 de julio de 1981 un óleo del Capitán GC Alipio Ponce Vásquez.
El 11 de septiembre de 1984 fue edificado un monumento, en su honor, en la plaza de armas del distrito de San Lorenzo, provincia de Jauja, departamento de Junín.
El Congreso de la República mediante Ley N° 24658 del 24 de abril de 1987, lo declara Héroe Nacional, disponiendo además que sus restos reposen en la Cripta de los Héroes.
El 11 de septiembre de 1987 la Benemérita Sociedad Fundadores de la Independencia, Vencedores del 2 de mayo de 1866 y Defensores Calificados de la Patria incorporó en su Galería de Héroes Nacionales al Capitán GC Alipio Ponce Vásquez.
En el Concejo Provincial de Coronel Portillo, en Pucallpa, fue develado el 6 de diciembre de 1990, con motivo del II aniversario de la Policía Nacional del Perú, un retrato del Capitán GC Alipio Ponce Vásquez.
Desde el 31 de marzo del año 2000, sus restos reposan en la Cripta construida en el Parque Ecológico Camposanto "Santa Rosa de Lima" destinado a conservar los restos de los héroes y mártires de la Policía Nacional del Perú.
Desde 2014 la Escuela de Educación Superior Técnico Profesional (escuela de formación de suboficiales de la Policía Nacional del Perú) ubicada en el distrito de Puente Piedra lleva su nombre.